# أحمد إبراهيم الغزاوي
أحمد إبراهيم الغزاوي، شاعر سعودي مخضرم، ولد في مكة المكرمة عام 1318 هـ/1900م، وفيها عاش طفولته وتلقى تعليمه من الكتاتيب وحلقات العلم في المسجد الحرام، ثم درس في المدرسة الصولتية عام 1912م، ثم أكمل دراسته في مدرسة الفلاح، وتنقل بعدها بين عدد من الوظائف في العهد الهاشمي، خلال حكم الشريف حسين بن علي لمملكة الحجاز، الذي تولى فيه الغزاوي رئاسة القضاء، فيما تقلد مناصب رسمية أخرى حين دخلت مملكة الحجاز تحت حكم الملك عبدالعزيز آل سعود، إذ عُيّن الغزاوي عضواً في مجلس الشورى السعودي، ثم أصبح نائباً لرئيس مجلس الشورى عام 1953م، ومُنح من الملك عبد العزيز مرتبة وزير مفوض، كما سبق له تحرير عدد من الصحف والمجلات السعودية، كصحيفة أم القرى، مجلة الإصلاح، وصحيفة صوت الحجاز.
هو أحد اوائل أدباء الحجاز ومن مجددي أساليب اللغة العربية، وأحد أنصار الإتجاه الشعري المحافظ، وقد اشتهر ببراعته في المديح ومثلت قصائده حفظ لسيرة القادة السعوديين الذين عاصرهم، ومنحه الملك عبد العزيز عام 1932م لقب (شاعر جلالة الملك)، وهو أول من تولى زمام إدارة الإذاعة السعودية في بداية تأسيسها عام 1948م، لم ينشر قصائده في دواوين مستقلة، بل جُمعت بعد وفاته في ستة مجلدات أصدرتها دار الإثنينية بعد وفاته بـ 19 سنة عام 2000م، إذ توفي الغزاوي في 27 أبريل 1981م.

## نشأته
ولد بمكة المكرمة في شهر ربيع الأول عام 1318 هـ الموافق 1900م وتوفي بها. تنقل في مدن المملكة العربية السعودية، كما زار السودان، والهند، واليمن. تلقى تعليمه في الكتّأب، وفي حلقات العلم بالمساجد، وفي المدرسة الصولتية. عمل في وزارة الأوقاف، وفي رئاسة القضاء، ثم عمل بمديرية المعارف، والصحافة، والإذاعة، ومجلس الشورى، وقد أنعم عليه الملك عبد العزيز بلقب حسان جلالة الملك وشاعره في سنة 1352هـ، كما أُهدي أوسمة كل من الملك حسين بن علي، ونيشاناً من الطبقة الثالثة من الملك فاروق، ووسام الدرجة الرفيعة من محمد ظاهر شاه ملك الأفغان، كما أهداهُ الملك عبد العزيز سيفاً ذهبياً مكتوباً على سلته بماء الذهب، كما أهداه الملك فيصل ساعة ذهبية وقلماً ذهبياً مكتوباً عليه الإهداء، كما أهداه جلالة الملك حسين بن طلال ملك المملكة الأردنية ساعة ملكية في الرياض.، وتولى الوظائف التالية:
- رئاسة لجنة الحج العليا لمدة عامين ونصف بسنتي 1351هـ و1352هـ
- أحد مؤسسي جمعية الإسعاف الخيري بمكة
- رئاسة المجلس البلدي بالنيابة، وبالانتخاب بمكة المشرفة
- عضو لجنة التعويض والتنسيق والتقاعد بوزارة المالية السعودية
- عضوية جمعية المطالبة بأوقاف الحرمين الشريفين بمكة.[7]

## عمله في الدولة
عمل في العهد الهاشمي بالحجاز في عدة وظائف؛ فتولى ديوان القضاة، ثم أصبح سكرتيرًا لمجلس شورى الخلافة. ثم تولى رئاسة القضاء أيضًا ثم أمانة مجلس الشورى في عهد عبد العزيز آل سعود، ثم عضوًا في المجلس، فنائبًا لرئيسه، وعمل رئيسًا لتحرير صحيفة أم القرى وصحيفة صوت الحجاز، ومجلة الاصلاح، وكان أحد مؤسسي جمعية الإسعاف الخيري بمكة ذات النشاط الأدبي البارز آنذاك، ومُنح مرتبة وزير مفوض من الدرجة الأولى عام 1373 هـ، 1953م.

## شعره
بدأ نظام الشعر في العهد الهاشمي، ولقب بشاعر عبد العزيز آل سعود عام 1371هـ، 1951م، وهو شاعر تقليدي يحتذي نموذج القصيدة العربية القديمة بمطالعها المسرعة، وأغراضها المعروفة، ويختار لقصائده ألفاظًا فخمة تلائم طبيعته الأرستقراطية وطريقته المثيرة في الإلقاء، حيث كان ينشد هذه القصائد في المناسبات الرسمية أمام عبد العزيز آل سعود، ثم الملك سعود والملك فيصل فيما بعد، وفي الاحتفال السنوي الذي تحضره وفود الحجيج في مكة المكرمة.
له شعر متفرق في الصحافة السعودية لم يجمع في ديوان بعد. وهو غزير الإنتاج وطويل النفس في الشعر ويمتاز شعره بالجزالة والرّصانة، وهو سجل حافل لأهم الأحداث السياسية بالجزيرة العربية. كما عالج مختلف الأغراض الشعرية وإن كان المديح أغزر شعره وأكثره، وبعده الإسلاميات. من أجمل ما نظم:
- له قصيدة يمدح فيها الملك عبد العزيز في حفل استقبال الملك لحجاج بيت الله الحرام في منى:

- كما يقول في قصيدة أخرى بعضها منها:

## كتبه
وله كتاب نثري مطبوع هو: شذرات الذهب ومادة الكتاب مقالات في اللغة والأدب والتاريخ كان قد نشرها في صحيفة البلاد السعودية ومجلة المنهل. وله مقالات أخرى في الصحافة المحلية.

## وفاته
توفي بمكة عام 1402 هـ/ 1981م.

## انظر ايضاً
- عبد الله الغذامي
- محمد العيد الخطراوي

## وصلات خارجية
- الشاعر أحمد الغزاوي.. «حسّان الملك عبد العزيز».